# Sphaerotachys hoemorrhoidalis
Sphaerotachys hoemorrhoidalis é uma espécie de insetos coleópteros pertencente à família Carabidae.
A autoridade científica da espécie é Ponza, tendo sido descrita no ano de 1805.
Trata-se de uma espécie presente no território português.